# ثمار العاطفة
ثمار العاطفة (بالفرنسية: Les Fruits de la passion)‏؛ (باليابانية: 上海異人娼館 チャイナ・ドール) هو فيلم إنتاج فرنسي ياباني مشترك من إخراج المخرج الشاعري شوجي تيراياما وبطولة كلاوس كينسكي. ويعد من أشهر أعمال المخرج شوجي تيراياما.

## القصة
في جنوب الصين حيث يمتلك السير ستيفن كازينو. يضع السير ستيفن فتاة في بيت دعارة صيني من أجل «التدريب»، ثم تتعرض لمجموعة متنوعة من التجارب المهينة لإثبات طاعتها غير المشروطة. مؤامرة فرعية تتعلق بتمرد الحمقى بسبب الاستياء تجاه الأوروبيين من قبل السكان المحليين وشاب يائس لتقديم خدمات للفتاة في بيت الدعارة.

## الإنتاج
في مقابلة عام 2017 مع VSD (المجلة الفرنسية)، نظرت أرييل دومباسل إلى الفيلم بأسف: «إنه شيء يؤلمني بشدة كنت صغيرًا جدًا على القيام بذلك، ثم كينسكي... كان مجنونًا.» وأضافت عن كينسكي: «إنه رجل يسحق الضعيف، أبشع شيء في العالم، شخص يحب القوة يريد بالتأكيد أن يُحَب، وفعل كل شيء للتأكد من أننا لم نحبه.» 

## الإستقبال
كان رد الفعل على الفيلم مختلطًا، ووصفته روبرتا نوفيلي بأنه «ضحل ومنحل» ويطلق عليه جاسبر شارب «تيراياما الصغيرة» الذي «سحرهُ التجميل بشكل أساسي»، والأزياء، ومجموعات التصوير، والتصوير السينمائي. منح توماس ويوكو ميهارا ويسر الفيلم ثلاثة نجوم من أصل أربعة، لكنهما يقولان أنه يعتمد على «مظهر» الفيلم وليس على روايته أو تماسكه.

## وصلات خارجية
Fruits of Passion  في قاعدة بيانات الأفلام على الإنترنت (بالإنجليزية)